# Anaphe panda
Anaphe panda is een vlinder uit de familie tandvlinders (Notodontidae), onderfamilie processievlinders (Thaumetopoeinae). De wetenschappelijke naam van deze soort is voor het eerst geldig gepubliceerd in 1847 door Boisduval.
De soort komt voor in tropisch Afrika.